# Stijghoogte
De stijghoogte is het potentieel peil van het wateroppervlak van grondwater, gemeten vanaf een bepaald niveau (bijvoorbeeld Normaal Amsterdams Peil (NAP), maar meestal de hoogte van de bodem). Het is de hoogte van het water in een peilbuis, of waar het grondwater zou staan als men een put zou slaan. In het geval van een artesische bron kan dit boven het aardoppervlak uitkomen.
De stijghoogte komt rechtstreeks overeen met de hydrostatische druk gemeten in bijvoorbeeld meter waterkolom. Stijghoogtes of waterdruk kunnen worden gemeten met een piëzometer. De stijghoogte wordt uitgedrukt in lengte-eenheden zoals de meter.

## Piëzometrisch niveau
Het piëzometrisch niveau of piëzometrische hoogte is in de civiele techniek een uitdrukking waarmee hetzelfde wordt bedoeld als met stijghoogte. Het is een versimpeling van de wet van Bernoulli voor stilstaande vloeistoffen.
{\displaystyle h=y+{\frac {P}{\rho \cdot g}}}
g = valversnelling [m s−2]
y = hoogteverschil in [m]
P = druk [Pa]
ρ = vloeistofdichtheid [kg m−3]
Uitgaande van de bodem van een rivier als referentieniveau, is dus de druk omgerekend in meters opgeteld bij het hoogteverschil ten opzichte van het referentieniveau gelijk aan de waterdiepte. Het maakt niet uit op welk punt in het water het piëzometrisch niveau bepaald wordt, deze is in dezelfde doorsnede altijd gelijk aan de waterdiepte.
Soms wordt de term piëzometrische druk gebruikt, dit is echter een pleonasme.
Stijghoogtes kunnen omgerekend worden naar druk in pascal door te vermenigvuldigen met 9810 (=dichtheid water × valversnelling).